# Taxithelium protensum
Taxithelium protensum är en bladmossart som beskrevs av Hugh Neville Dixon 1930. Taxithelium protensum ingår i släktet Taxithelium och familjen Sematophyllaceae. Inga underarter finns listade i Catalogue of Life.